# Michael Gerdes

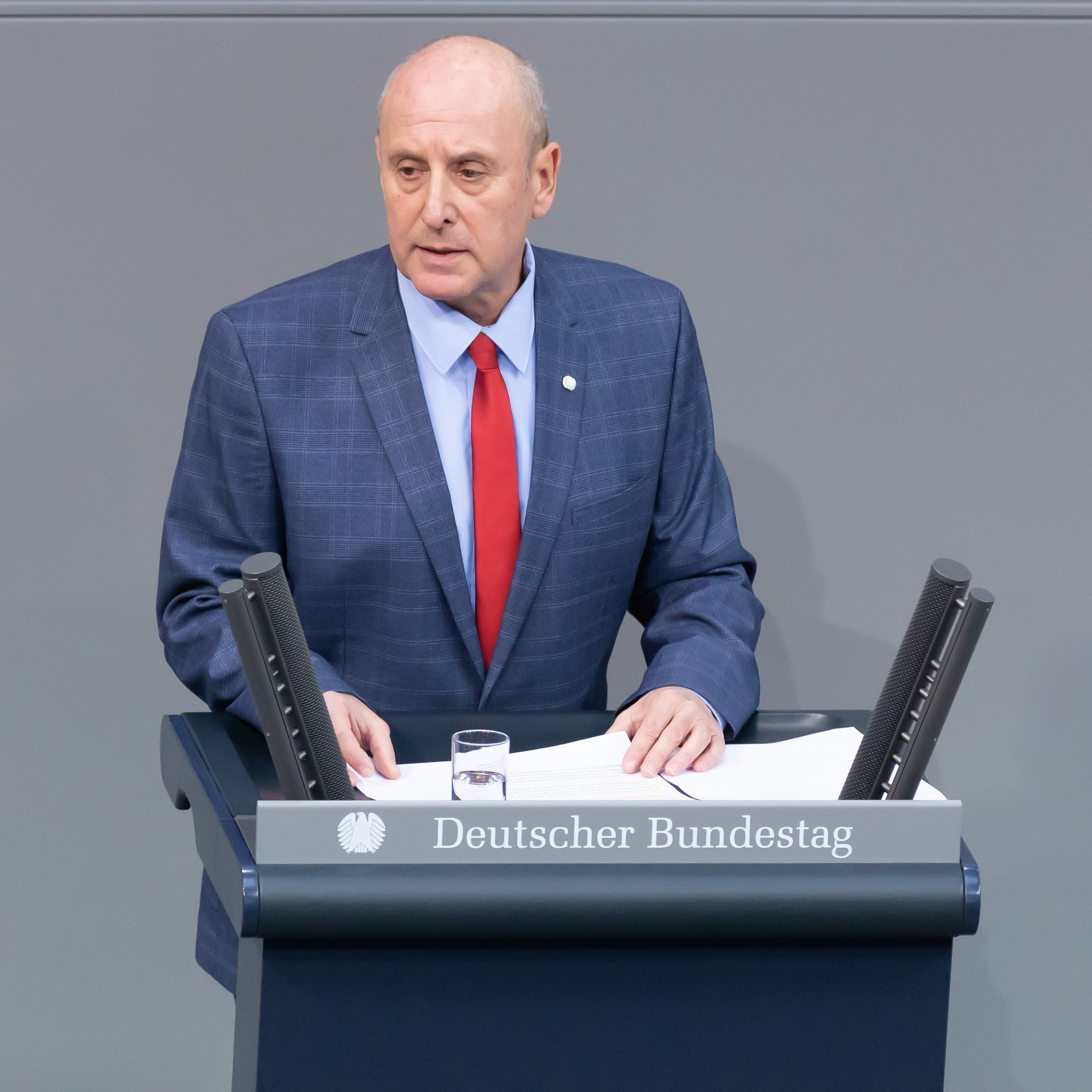
Michael Gerdes (2020)

Michael Gerdes (* 23. Mai 1960 in Bottrop) ist ein deutscher Politiker (SPD). Von 2009 bis 2025 war er Mitglied des Deutschen Bundestages.

## Leben, Ausbildung, Beruf
In den Jahren 1975 bis 1977 absolvierte er eine Ausbildung zum Elektroanlageninstallateur bei der AEG-Telefunken und machte im Jahr 1980 seinen Abschluss zum Bergmann und Elektrohauer bei der RAG Deutsche Steinkohle, Bergwerk Prosper-Haniel in Bottrop. Von dort an übte er seine Tätigkeit bis 1997 als Elektriker unter Tage aus. In den Jahren 1997 bis 2009 nahm er seine Tätigkeit als freigestelltes Betriebsratsmitglied für soziale Angelegenheiten bei eben demselben Bergwerk auf.
Er ist verheiratet, hat drei Töchter und sechs Enkelkinder. Aufgewachsen ist er in einer Arbeiterfamilie, sein Vater war Schreiner, später Industriemeister, während seine Mutter als kaufmännische Angestellte und Hausfrau wirkte.

## Politische Karriere
Gerdes trat im Jahr 1976 in die SPD ein und wurde später Vorstandsmitglied im lokalen SPD-Ortsverein Boverheide. Seit 1994 ist er Mitglied des Bottroper Stadtrates. Er wurde dort stellvertretender Vorsitzender seiner Fraktion sowie Vorsitzender des Ausschusses für Sport und Bäder. Er ist außerdem Mitglied im Regionalrat des Regierungsbezirkes Münster. Bis 2017 war er ebenfalls Unterbezirksvorsitzender der SPD Bottrop.

## Bundestagsabgeordneter
Bei den Bundestagswahlen 2009, 2013, 2017 und 2021 wurde er als Direktkandidat des Wahlkreises Bottrop-Recklinghausen III in den Bundestag gewählt.
Michael Gerdes war Mitglied im Ausschuss für Arbeit und Soziales, dort lag der Schwerpunkt seiner Arbeit im Bundestag. Er war zudem Mitglied der SPD-Arbeitsgruppe für Arbeit und Soziales und somit u. a. Berichterstatter für die Themen Arbeitsschutz, Erwerbsminderung, Sozialwahlen, Jugend und Arbeitsmarkt sowie Arbeiten 4.0. Er setzte sich als Mitglied des Ausschusses für die Interessen der Arbeitnehmer ein, so z. B. für einen allgemein verbindlichen Mindestlohn. Auch war er stellvertretendes Mitglied im Ausschuss für Bildung, Forschung und Technikfolgenabschätzung.
Bei der Bundestagswahl 2025 kandidierte Gerdes nicht erneut.

## Mitgliedschaften
- Mitglied im Rat der Stadt Bottrop
- Vorsitzender des Ausschusses für Sport und Bäder Bottrop
- Vorsitzender THW Hilfeverein Gladbeck
- Mitglied der AWO
- IG BCE
- Mitglied im Aufsichtsrat der Emscher Lippe Energie GmbH